# Słotnica
Słotnica (deutsch Schlötenitz) ist eine Dorfwüstung im Gebiet der Woiwodschaft Westpommern in Polen. 

## Geographische Lage
Die Wüstung liegt in Hinterpommern, etwa dreißig Kilometer südöstlich von Stettin und etwa zehn Kilometer südwestlich der Stadtmitte von Stargard. Nachbarorte sind im Westen Koszewko (Klein Küssow) und im Norden Skalin (Schellin). Die Wüstung liegt am Ostufer des Flüsschens Hufnitz, am gegenüberliegenden Westufer liegt, ebenfalls wüst, Ludwigsthal. 
Im Osten erstreckt sich das Gelände eines ehemaligen Militärflugplatzes. Dieses Gelände einschließlich der Fläche der Wüstung wurde inzwischen in die Stadtgemeinde Stargard eingemeindet.

## Geschichte
Das Dorf wurde urkundlich erstmals im Jahre 1305 erwähnt, damals unter dem Ortsnamen Slotenitz. Dieser slawische Ortsname ist möglicherweise als „Dorf am Sumpfe“ zu erklären. Auf der Lubinschen Karte von 1618 ist der Ort ebenfalls als Slotenitz verzeichnet.
In Schlötenitz bestanden ursprünglich drei Gutsanteile, wobei die Überlieferung nicht immer klar erkennen lässt, wer mit welchem Anteil belehnt war. Jedenfalls war im 16. und 17. Jahrhundert die Familie von Hindenburg mit einem Anteil von Schlötenitz belehnt, ebenfalls im 16. und 17. Jahrhundert die Familie von der Zinnen und nach deren Aussterben die Familie von Güntersberg sowie – erstmals 1665 genannt aber vermutlich schon früher belehnt – die Familie von Suckow. Zu den Gutsbesitzern aus der Familie von Suckow gehörte der Kösliner Hofgerichtspräsident Christoph Friedrich von Suckow († 1734). Im Laufe des 18. Jahrhunderts gingen die drei Gutsanteile dann jeweils durch mehrere Hände. 
In Ludwig Wilhelm Brüggemanns Ausführlicher Beschreibung des gegenwärtigen Zustandes des Königlich-Preußischen Herzogtums Vor- und Hinterpommern (1784) wurde Schlötenitz unter den adeligen Gütern des Pyritzschen Kreises aufgeführt. Damals gab es in dem Dorf drei Vorwerke, also Gutsbetriebe, eine Windmühle, zwei Kossäten, eine Schmiede und einen Schulmeister, insgesamt 32 Haushaltungen („Feuerstellen“). Ferner bestand eine Kirche, die Filialkirche der Kirche in Buslar war.
Im Jahre 1805 konnte der Amtmann Carl Gottlieb Ruth alle drei Gutsanteile von Schlötenitz in seiner Hand vereinigen. Während zuvor jeder der drei Gutsanteile für sich die Rechte eines Rittergutes hatte, wurde Schlötenitz dann in der neuen Matrikel von 1828 als ein einziges Rittergut eingetragen. Das Rittergut wurde später von Berthold von Sethe erworben und bis 1945 weitergeführt. 
In Heinrich Berghaus’ Landbuch des Herzogtums Pommern (1868) erschien Schlötenitz als ein Rittergut unter den ländlichen Ortschaften im ritterschaftlichen Kreis Pyritz. Schlötenitz zählte damals 203 Einwohner. Die ursprünglich bestehenden beiden Kossätenhöfe waren von der Gutsherrschaft aufgekauft worden, außerdem gehörte der Gutsherrschaft die Windmühle und die Ziegelei. Die Kirchenländereien und die Pfarrländereien hatte die Gutsherrschaft in Erbpacht genommen. 
Im Jahre 1910 zählte der Gutsbezirk Schlötenitz 240 Einwohner. Später wurden die benachbarte Gemeinde Ludwigsthal und der benachbarte Gutsbezirk Klein Küssow nach Schlötenitz eingemeindet. Vor 1945 bildete Schlötenitz, einschließlich der drei Wohnplätze Klein Küssow, Ludwigsthal und Mühle, eine Landgemeinde im Kreis Pyritz der preußischen Provinz Pommern. Im Jahre 1933 wurden in der Gemeinde 465 Einwohner gezählt, im Jahre 1939 waren es 469.
Nach dem Zweiten Weltkrieg kam Schlötenitz, wie ganz Hinterpommern, an Polen. Der Ortsname wurde als Słotnica polonisiert. Der Ort liegt heute wüst.

## Persönlichkeiten: Söhne und Töchter des Ortes
- Johannes Haas (1851–1908), deutscher Reichsgerichtsrat